# Bogdan Tanjević

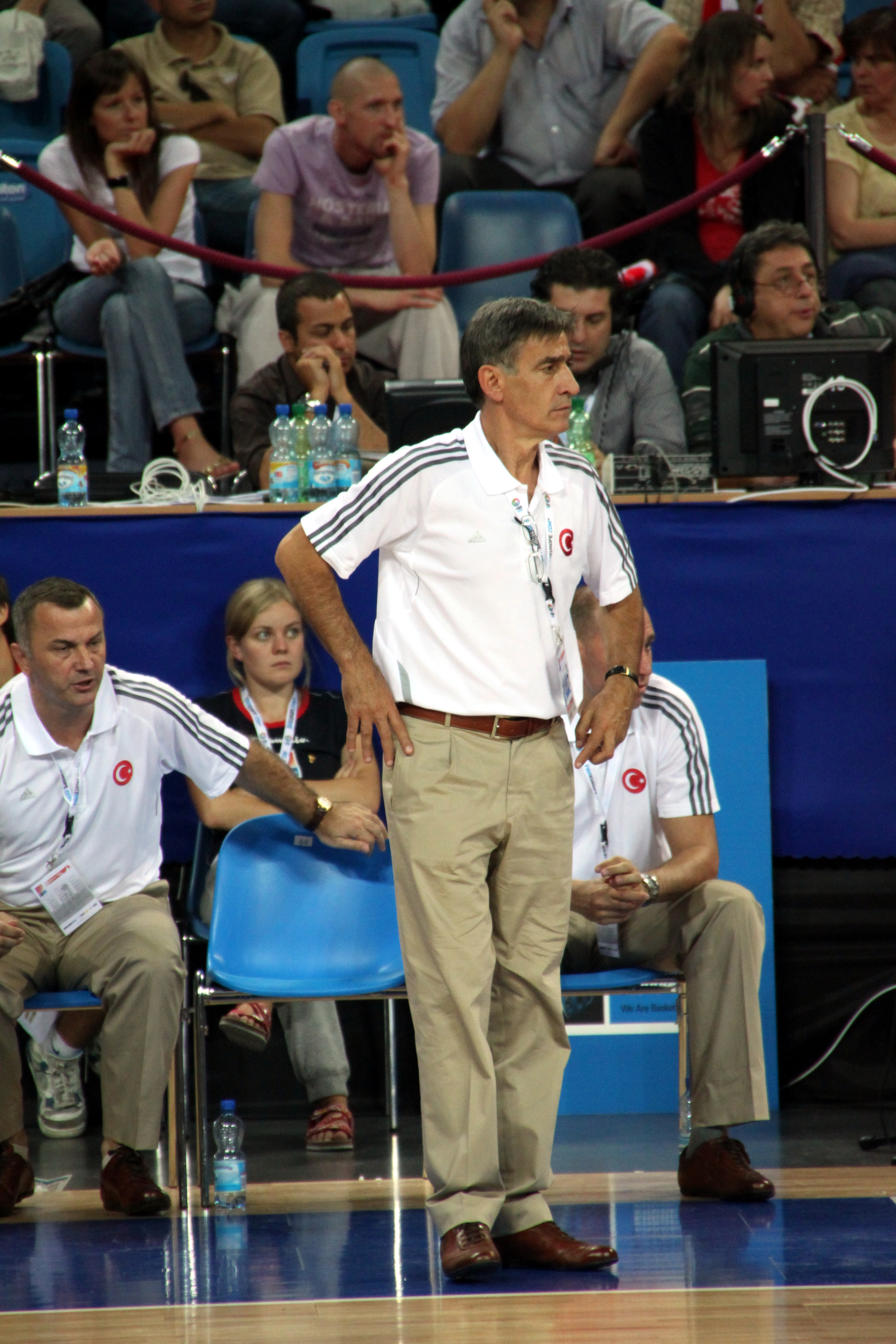
Bogdan Tanjević (2009)

Bogdan Tanjević (* 13. Februar 1947 in Pljevlja) ist ein montenegrinischer Basketballtrainer.

## Laufbahn

### Spieler
Tanjević zog im Alter von vier Jahren mit seiner Familie nach Sarajevo, er begann mit dem Basketball beim örtlichen Verein Željezničar Sarajevo. Ab 1966 studierte er in Belgrad Literatur und spielte bei OKK Belgrad. Zu seinen Mannschaftskollegen gehörte dort Radivoje Korać, er spielte bei OKK unter Trainer Borislav Stanković, später Generalsekretär des Weltverbandes FIBA. Mit Jugoslawiens Nationalmannschaft nahm er an den Europameisterschaften 1964 und 1966 teil. Er heiratete die aus Sarajevo stammende Basketball-Nationalspielerin Jasna Selimović.

### Trainer
Er war gerade einmal 24 Jahre alt, als er 1971 das Traineramt beim Zweitligisten KK Bosna Sarajevo antrat. Er holte seinen Freund Svetislav Pesić als Spieler nach Sarajevo. In der Saison 1971/72 führte Tanjević KK Bosna zum Erstligaaufstieg. Mit Mirza Delibasić gewann er 1972 ein großes Talent für seine Mannschaft, das 1972/73 erheblich zum Klassenerhalt von KK Bosna beitrug. 1974 führte er die jugoslawische Auswahl als Cheftrainer zum Gewinn der Junioreneuropameisterschaft. Mit Ratko Radovanović gehörte dort ein Spieler zu den Leistungsträgern, der auch jahrelang für ihn in Sarajevo spielte.
1974/75 konnte Tanjević sein Traineramt in Sarajevo nicht ausüben, da er seinen Wehrdienst leisten musste, anschließend leitete er die Mannschaft wieder an und führte KK Bosna 1978 zum Gewinn des jugoslawischen Meistertitels und des Pokalwettbewerbs. Im selben Jahr erreichte man das Endspiel im europäischen Vereinspokal Korać-Cup, verlor dort aber gegen Partizan Belgrad.
Bei der EM 1977 gehörte er als Assistenztrainer zum Stab der jugoslawischen Herrennationalmannschaft unter Aleksandar Nikolić.
In der Saison 1978/79 erreichte KK Bosna unter Tanjević die Spitze Europas, als man im Endspiel des Europapokals der Landesmeister Pallacanestro Varese aus Italien mit 96:93 bezwang. Überragender Mann des Endspiels war Žarko Varajić mit 45 Punkten, Mirza Delibasić erzielte 30 Punkte. In der Folgesaison 1979/80 verpasste Tanjević mit KK Bosna knapp den Einzug ins Endspiel des Europapokals der Landesmeister, als man in der Finalrunde den dritten Rang belegte. In derselben Saison gewann er mit seiner Mannschaft jedoch zum zweiten Mal den jugoslawischen Meistertitel. 1980 endete seine Amtszeit in Sarajevo, er wurde jugoslawischer Nationaltrainer und blieb dies bis 1982. Bei der EM 1981 wurde Jugoslawien unter Tanjević Vizeeuropameister, im Endspiel unterlag man der Sowjetunion.
1982 trat er das Traineramt beim italienischen Verein Juventus Caserta an. Dort gehörte der Brasilianer Oscar Schmidt zu seinen Schützlingen. Den für seine Offensivkraft bekannten Schmidt hatte er 1979 bei einem Turnier in Brasilien gesehen und ihn nach seinem Amtsantritt in Caserta nach Italien geholt. In seiner bis 1986 andauernden Amtszeit erreichte er mit der Mannschaft im Spieljahr 1985/86 die Endspiele (Hin- und Rückspiel) im Korać-Cup, verlor aber beide gegen Virtus Rom. Im selben Jahr wurde er mit Caserta Vizemeister Italiens.
Zwischen 1986 und 1994 arbeitete er als Trainer von Pallacanestro Trieste (ebenfalls Italien). 1994 verlor seine Mannschaft um Dejan Bodiroga und Gregor Fučka die beiden Endspiele im Korać-Cup gegen PAOK Thessaloniki. Sein dritter Verein in Italien wurde Olimpia Mailand (1994 bis 1996). Die Mailänder gewannen unter Tanjević 1996 die italienische Meisterschaft sowie den Pokal. 1995 verpasste er mit Mailand den Sieg im Korać-Cup (Sieger wurde Alba Berlin mit seinem früheren Spieler Pesic als Trainer) ebenso wie 1996, als man gegen Efes Pilsen verlor.
In der Saison 1996/97 betreute er CSP Limoges in Frankreich, anschließend von 1997 bis 2000 die Nationalmannschaft Italiens. Bei der Europameisterschaft 1999 führte er Italien zum Titel, die Mannschaft um Carlton Myers, Andrea Meneghin und Gregor Fučka bezwang im Endspiel Spanien mit 64:56. Dadurch gelang gleichzeitig die Qualifikation für die Olympischen Sommerspiele 2000, bei denen Tanjević mit Italien Fünfter wurde.
Er kehrte in den Vereinsbasketball zurück und arbeitete in der Folge bei diesen Mannschaften: KK Budućnost Podgorica (2001), ASVEL Lyon-Villeurbanne (2001/02), Virtus Pallacanestro Bologna (2002). Lyon-Villeurbanne (damals gehörten der Deutsche Tim Nees und der Schweizer Harold Mrazek zum Kader) führte er zum Gewinn des französischen Meistertitels, nachdem die Mannschaft unter seinem Vorgänger in sechs Jahren fünfmal in der Finalserie gestanden, aber jeweils verloren hatte.
Von 2003 bis 2013 war er Trainer der türkischen Nationalmannschaft sowie während dieser Amtszeit von 2007 bis 2010 zusätzlich Trainer von Fenerbahçe Istanbul. Die Nationalmannschaft wurde unter seiner Leitung 2009 Bronzemedaillengewinner der Mittelmeerspiele, 2010 Vizeweltmeister und 2013 Sieger der Mittelmeerspiele. Mit Fenerbahçe gewann Tanjević 2008 und 2010 die türkische Meisterschaft und 2010 den Pokal.
Im Juni 2010 trat er das Amt des Sportdirektors bei Virtus Rom an. Von 2015 bis 2017 war er Nationaltrainer Montenegros. 2017 beendete Tanjević seine Trainerlaufbahn.
2015 wurde er in die Ruhmeshalle des italienischen Basketballverbandes und 2019 in die des Weltverbandes FIBA aufgenommen.

### Einfache Übersicht über den Werdegang
| Verein/Verband            | von  | bis  | Funktion                                                      |
| ------------------------- | ---- | ---- | ------------------------------------------------------------- |
| KK Bosna Sarajevo         | 1971 | 1980 | Trainer (dazwischen 1974/75: 1 Jahr Auszeit wegen Wehrdienst) |
| Jugoslawien               | 1974 | 1974 | Basketballnationaltrainer der Juniorennationalmannschaft      |
| Jugoslawien               | 1980 | 1982 | Basketballnationaltrainer                                     |
| Sporting Club Juvecaserta | 1982 | 1986 | Trainer                                                       |
| Pallacanestro Trieste     | 1986 | 1994 | Trainer                                                       |
| Olimpia Milano            | 1994 | 1996 | Trainer                                                       |
| Limoges CSP               | 1996 | 1997 | Trainer                                                       |
| Italien                   | 1997 | 2000 | Basketballnationaltrainer                                     |
| KK Budućnost Podgorica    | 2001 | 2001 | Trainer                                                       |
| ASVEL Lyon-Villeurbanne   | 2001 | 2002 | Trainer                                                       |
| Virtus Bologna            | 2002 |      | Trainer                                                       |
| Türkei                    | 2003 | 2013 | Basketballnationaltrainer                                     |
| Fenerbahçe Istanbul       | 2007 | 2010 | Trainer                                                       |
| Pallacanestro Virtus Roma | 2010 |      | Sportdirektor                                                 |
| Montenegro                | 2015 | 2017 | Basketballnationaltrainer                                     |